# Glipa alboscutellata
Glipa alboscutellata is een keversoort uit de familie spartelkevers (Mordellidae). De wetenschappelijke naam van de soort is voor het eerst geldig gepubliceerd in 1934 door Kôno.